# Alonso Jáimez de Sotomayor
Alonso Jáimez de Sotomayor (¿?, Reino de Aragón-c. 1495, Gran Canaria) fue un hidalgo y conquistador aragonés que ostentó el cargo de alférez mayor durante la conquista castellana de la isla de Gran Canaria a finales del siglo XV.
Se le atribuye la autoría de una crónica primitiva sobre la conquista de Gran Canaria, fuente principal para las historias posteriores que han sido base de la historiografía canaria.

## Biografía
Originario del reino de Aragón, se desconocen más datos biográficos sobre los primeros años de Alonso Jáimez.
En 1478 será nombrado alférez mayor de la conquista de la isla de Gran Canaria, que había sido capitulada por los Reyes Católicos con fray Juan de Frías, obispo de Rubicón, siendo nombrados como jefes de la misma el deán Juan Bermúdez en representación del obispo, y el capitán Juan Rejón, miembro de la Santa Hermandad y cuñado de Alonso Jáimez.
Jáimez permanecerá en su cargo durante toda la conquista entre 1478 y 1483.
Finalizada la conquista fue nombrado regidor del primer concejo de la isla, cargo que ostentó entre 1483 y 1485. En este último año fue designado asimismo como diputado del concejo en representación de los vecinos y moradores del Real de Las Palmas para llevar a cabo el repartimiento de la isla en nombre del gobernador Pedro de Vera.
Recibió en compensación por sus servicios durante la conquista extensas tierras en el entorno del barranco de Guiniguada, en el lugar donde modernamente se levanta el barrio capitalino de Triana. En estas tierras se dedicó a cultivar caña de azúcar, construyendo uno de los pocos trapiches de la isla.
Vecino de la villa del Real de Las Palmas, pasó más tarde a residir a la villa de Gáldar, donde también había obtenido tierras.
Falleció antes de agosto de 1495, siendo enterrado en la primitiva iglesia de Santiago de Gáldar.
Su viuda pasó a avecindarse primero en Sevilla y posteriormente en Niebla, si bien sus hijos retornarían con los años a Gran Canaria donde dejaron sucesión.

## Matrimonio y descendencia
Alonso Jáimez estuvo casado con Inés de Limpias, con quien tuvo a:
1. Mayor Álvarez, casada con Juan Melián;[15]
2. Marina o María Jáimez de Sotomayor, casada con Arriete Perdomo o de Betancor, hijo de Maciot de Betancor y de Luisa Guanarteme o de Betancor;[16]
3. Diego;
4. Francisco Jáimez de Sotomayor, casado con Catalina Zambrana. Con sucesión:[17]
  1. Alonso Jáimez, casado con Constanza Marantes. Con sucesión;[18]
  2. Bernardina Bethencourt;
  3. Esteban Zambrana, casado con María de Figueroa;[19]
  4. María Jáimez;
  5. Inés Bethencourt o Jáimez de Sotomayor;
  6. Isabel Jáimez;
  7. Juan Francisco Jáimez, casado con María Vega;
  8. Emerenciana Jáimez, casada con Alonso Carvajal.[20]